# 42nd Street Shuttle

42nd Street Shuttle

42nd Street Shuttle, também conhecido como Grand Central/Times Square Shuttle, é um dos serviços de trânsito rápido (rotas) do metrô de Nova Iorque, em Manhattan. Esta rota é operada pela divisao de IRT. As faixas utilizadas foram abertas em 1904 como parte do primeiro metro na cidade. Este serviço tem 2 estações em operação.